# 브렌던 하인스
브렌던 하인스(Brendan Hines, 1976년 12월 28일 ~ )는 미국의 배우이다.

## 출연 작품

### 영화
- Ordinary Sinner (2001)
- Heavy Petting (2007)
- 딥 인 더 밸리 (2009)
- Bitter Orange (2013) - 단편
- 말도 안 돼 (2015, No Way Jose)

### 텔레비전
- The Middleman (2008)
- 터미네이터: 사라 코너 연대기 (2008)
- 라이 투 미 (2009-11)
- 스캔들 (2012)
- 슈츠: 두 변호사 (2014)
- 스콜피언 (2014-15)
- 비밀과 거짓말 (2016)
- 더 틱 (2016-19)
- 로크 앤 키 (2021-22)